# خالوپینیچی
خالوپینیچی (به لاتین: Khalopyenichy) یک منطقهٔ مسکونی در بلاروس است که در منطقه مینسک واقع شده‌است. خالوپینیچی ۱٬۳۹۸ نفر جمعیت دارد.